# 通州北関駅
座標: 北緯39度55分21秒 東経116度39分16秒 / 北緯39.922385度 東経116.654442度
通州北関駅（つうしゅうほっかんえき）は中華人民共和国北京市通州区に位置する北京地下鉄6号線の駅である。2014年12月28日に開業した。

## 歴史
- 2014年12月28日 - 開業。

## 駅構造

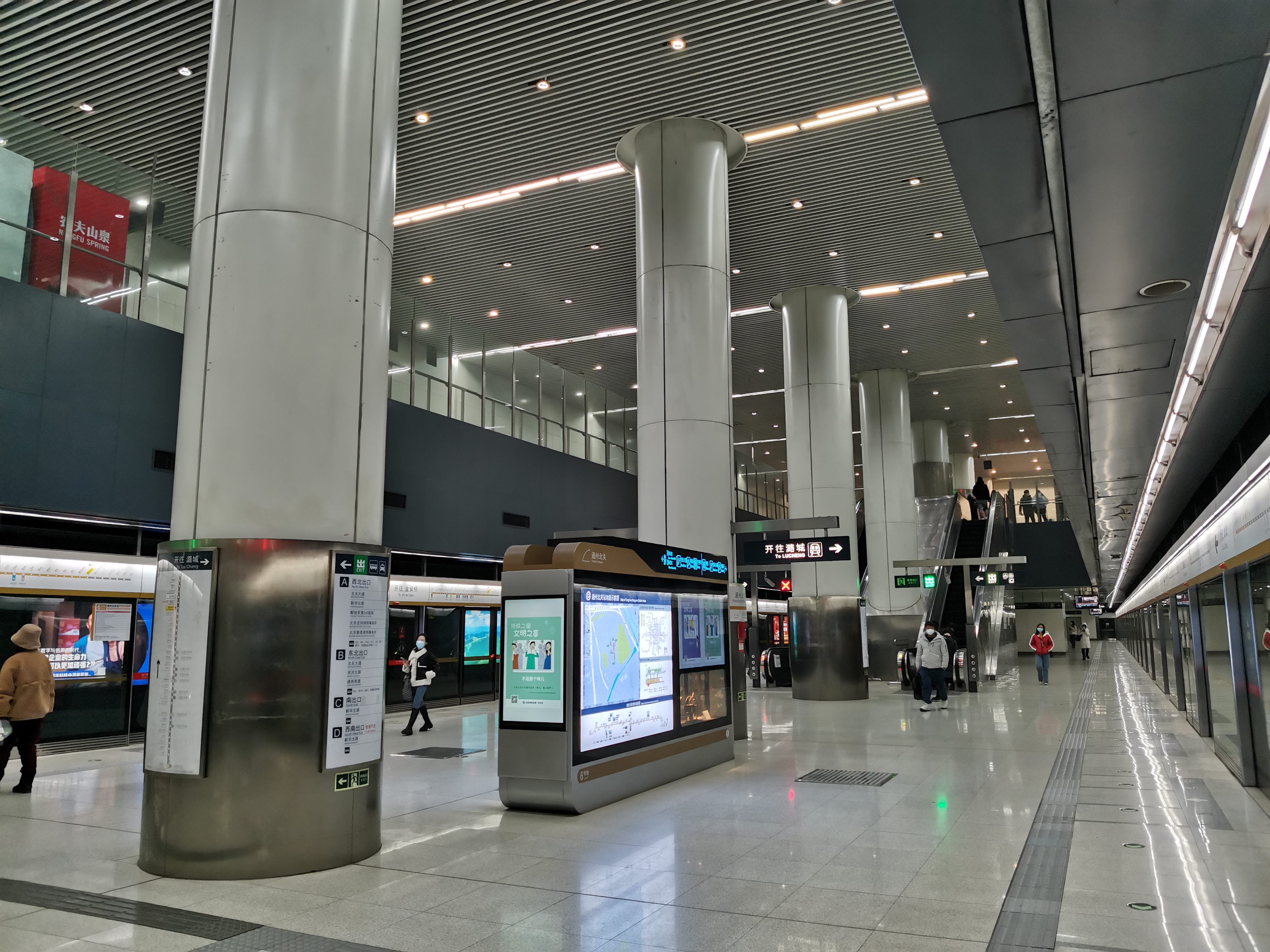
ホーム

島式ホーム1面2線の地下駅。一部吹き抜け構造となっている。

## 駅周辺
- 解放軍総医院京東医療区（中国語版）
- 北京胸科医院（中国語版）
- 西海子公園（中国語版）

## 隣の駅
北京地下鉄
■6号線
物資学院路駅 - 通州北関駅 - 通運門駅